# Edgardo Nieva
Edgardo Nieva (Buenos Aires, 19 de marzo de 1951-ib., 31 de agosto de 2020) fue un actor de cine y teatro argentino.

## Biografía
Nieva fue reconocido por interpretar al famoso boxeador José María Gatica en el film de Leonardo Favio Gatica, el Mono en 1993 junto con Horacio Taicher —quien murió en un accidente meses después de su estreno— y Virginia Innocenti. También se lo recuerda en La dama regresa, film de Jorge Polaco, lo que significó la vuelta al cine de Isabel Sarli. Su última participación en cine fue en Expediente Santiso de Brian Maya. Participó además en numerosas obras de teatro. Los últimos años Un tranvía llamado deseo, La empresa perdona un momento de locura, Orquesta de señoritas, La demolición. Con su papel de narcotraficante mexicano en El lobista (2018), fue su vuelta a la televisión. Estaba casado con la actriz Silvana Espada desde el año 2013. 

### Fallecimiento
Falleció de cáncer el 31 de agosto de 2020 en la Fundación Favaloro de la capital argentina.

## Filmografía parcial
- Expediente Santiso (2016)

Favio: Crónica de un Director (2015)
- Palermo Hollywood (2004)
- Ni vivo, ni muerto (2001)
- Tesoro mio (1999)
- La dama regresa (1996)
- Gatica, el Mono (1993)